# Anagaste
Anagaste (in latino Anagastes; gotico: *Ana-gasts; fl. 466-470) è stato un politico e generale romano, che si ribellò contro l'imperatore Leone I.

## Biografia
Anagaste era figlio di Arnegisclo, già magister militum per Thracias e collega di Ardaburio Aspare negli anni 440. Probabilmente era di origine gotica, come attesta il suo nome.
Nel 466/467 ricopriva probabilmente il ruolo di comes rei militaris. Quando Dengizico, figlio di Attila, raggiunse il Danubio per attraversarlo e raggiungere Costantinopoli, Anagaste fu inviato a chiedergli cosa volesse dall'imperatore, ma Dengizico lo rimandò indietro, volendo parlare direttamente con Leone I.
I Goti si allearono con gli Unni e attaccarono i Romani. Anagaste fu coinvolto nella guerra che ne seguì, alle dipendenze del magister militum per Thracias Basilisco. In quello stesso anno Basilisco fu promosso a magister militum praesentialis e inviato a guidare una campagna militare contro i Vandali; Anagaste gli succedette come magister militum per Thracias. Inseguì Dengizico e riuscì finalmente a sconfiggerlo e ucciderlo: la testa del comandante unno fu portata in trionfo per le strade di Costantinopoli, e Anagaste poté aspirare ad una carriera prestigiosa. La datazione di questi eventi è controversa: alcuni studiosi ritengono che Dengizico fu ucciso nel 469, anno in cui Anagaste divenne magister militum; altri fanno risalire questi eventi alla fine dell'anno precedente, il 468.
Nel 469 Anagaste si ribellò nei Balcani. Le ragioni fornite dalle fonti per questa ribellione sono quella dell'avidità di denaro e la rivalità con Giordane, che era stato nominato console per il 470: Anagaste aspirava al consolato, ma ne era stato tenuto lontano perché epilettico; inoltre Giordane era il figlio di Giovanni il Vandalo, ucciso proprio da Arnegisclo nel 441. Quale che fossero le ragioni, alcuni inviati raggiunsero il generale ribelle, che accettò di riconfermare la propria lealtà all'imperatore; anzi, inviò a Leone delle lettere che indicavano come fosse stato Ardaburio, figlio di Aspare, a spingerlo verso la rivolta. In questo periodo, Anagaste uccise Ullibo, un goto ribelle; secondo alcuni studiosi, in occasione della propria ribellione Anagaste aveva chiesto aiuto ad alcuni capi barbarici, e questo Ullibo sarebbe stato prima suo alleato e poi, dopo che Anagaste tornò leale a Leone, suo avversario.